# Mririda n’Aït Attik

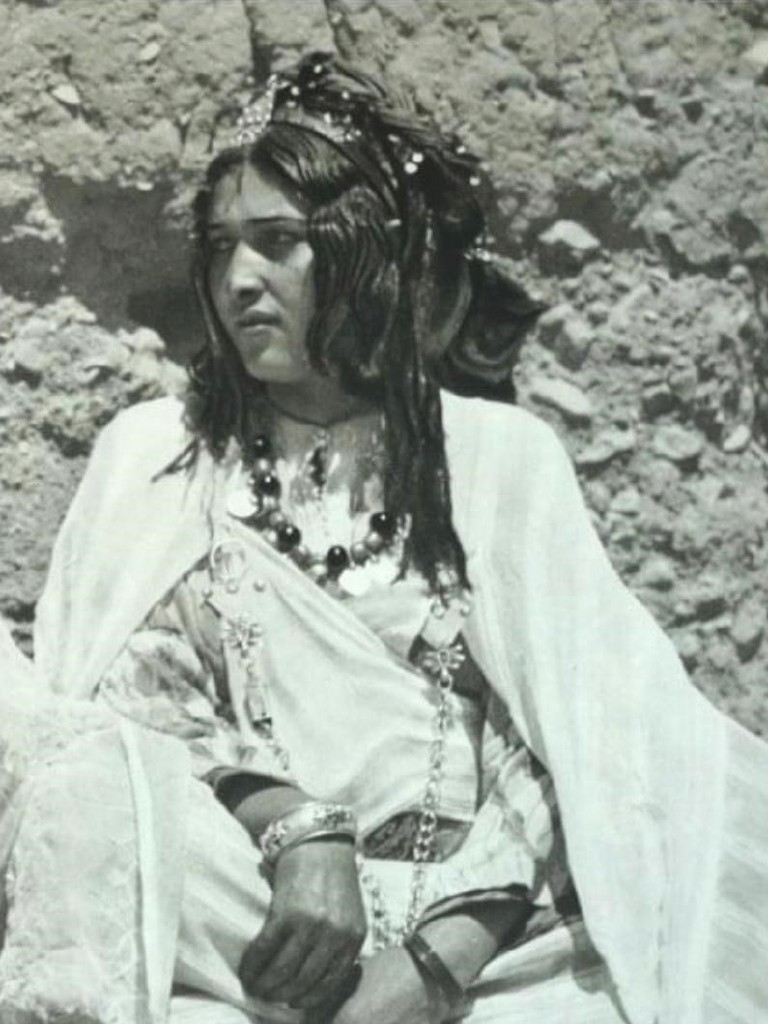
Mririda n’Aït Attik – Aufnahme ungefähr um 1930

Mririda n’Aït Attik (auch Mrīrīda ūt-ʿAtiq, liebevoll: Mririda Tandamt) (geboren um 1900 in Megdaz Marokko; Sterbedatum unbekannt, wahrscheinlich nach 1940) war eine Sängerin und Dichterin aus dem Volk der Schlöh. Ihre Reime und Lieder trug sie in ihrer Muttersprache Taschelhit in den Märkten (Souks) im Azilal-Tal vor. Da der Franzose René Euloge viele ihrer Verse aufschrieb und in einer Gedichtsammlung veröffentlichte, blieben ihre Lieder in einer französischen Übersetzung erhalten. Im heutigen Marokko gilt sie als eine der Symbolfiguren für die Auflehnung von Frauen gegen patriarchale Strukturen.

## Leben
Ihre biografischen Daten wurden durch ihren Übersetzer René Euloge bekannt. Dieser war ein französischer Beamter, der um 1930 bis etwa Anfang des Zweiten Weltkrieges in diesem Gebiet lebte und arbeitete. Er erlernte die Sprache der dort lebenden Schlöh. Mririda war etwa 30 Jahre alt, als René Euloge sie um 1930 im Souk des kleinen Militärpostens Azilal kennenlernte. Dort arbeitete sie als Prostituierte für die einheimischen Truppen des französischen Protektorats Marokko und war bekannt für ihre in der Tradition der Berberkultur vorgetragenen Reime. Sie soll ihm erzählt haben, dass sie aus dem Dorf Megdaz im oberen Teil des Tals des Flusses Tassaout stamme, einem damals sehr isolierten Gebiet im zentralen Hohen Atlas. Sie sprach nur Taschelhit, die Sprache ihres Volkes, und konnte weder lesen noch schreiben. Ihr Namenszusatz Aït Attik steht für ihre Familienzugehörigkeit, einer Untergruppe der Fraktion der Aït Mgoun, die im Gebiet der heutigen Provinz Azilal lebte. Sie entfloh einer arrangierten Ehe, weswegen ihre Familie sie verstieß.
René Euloge traf sie 1943 zum letzten Mal. 1946 verlor er ihre Spur, aber es wurde ihm berichtet, dass sie einige Jahre lang die Gefährtin eines französischen Unteroffiziers gewesen sein soll.

## Wirken
Mririda improvisierte ihre Gedichte und rhytmischen Gesänge auf öffentlichen Marktplätzen. In ihren Reimen sprach sie sowohl von ihrer Heimat, Sehnsucht nach Liebe, Alltag und Lebensbedingungen der Frauen im Hohen Atlas als auch über ihr Leben als Prostituierte. In ihnen richtete sie sich gegen die Marginalisierung der Frauen und lehnte sich gegen ihre Lebensbedingungen auf. In vielen Gedichten spricht sie ihre Mitmenschen direkt an, wie zum Beispiel in L'Affront: 

« Tu te trompes, Mère de mon ancien mari,
Si tu penses un instant que je suis dans la peine,
Et va dire à ton fils qui m'a répudiée
Que sont partis de ma mémoire et de mon coeur
Les bons et mauvais jours de notre vie commune
Ainsi que brins de paille se dispersent au vent ...
Je ne garde pas le moindre souvenir
Des fatigues des travaux des champs,
Des charges qui m'ont meurtri le dos,
Des cruches qui m'ont marqué l'épaule,
De mes doigts brûlés à cuire le pain
Et des os qu'il me laissait, les jours de fête ...
Il a repris les bijoux. Me les a-t-il jamais offerts ?
M'a-t-il seulement donné des coups ?
M'a-t-il seulement prise en ses bras ?
Il ne m'en reste aucun, aucun souvenir ...
C'est comme si je ne l’avais jamais connu.
Toi qui fus ma belle-mère, va dire à ton fils
Que je ne sais même plus son nom ! »

„Du irrst dich, Mutter meines ehemaligen Mannes,
Wenn du auch nur einen Moment lang glaubst, dass ich traurig bin.
Und sag deinem Sohn, der mich verstoßen hat,
Dass die guten und schlechten Tage unseres gemeinsamen Lebens
Aus meinem Gedächtnis und meinem Herzen verschwunden sind,
So wie Strohhalme, die vom Wind verstreut werden ...
Ich habe nicht die geringste Erinnerung
An die Mühen der Feldarbeit,
An die Lasten, die mir den Rücken ruiniert haben,
An die Krüge, die mir Spuren auf den Schultern hinterlassen haben,
An meine vom Brotbacken verbrannten Finger
Und an die Knochen, die er mir an Feiertagen hinterlassen hat ...
Er hat den Schmuck zurückgenommen. Hat er ihn mir jemals geschenkt?
Hat er mich überhaupt geschlagen?
Hat er mich überhaupt in seine Arme genommen?
Ich habe keine einzige Erinnerung daran ...
Es ist, als hätte ich ihn nie gekannt.
Du, die du meine Schwiegermutter warst, sag deinem Sohn,
dass ich nicht einmal mehr seinen Namen weiß!“

## Werke/Schriften
Les chants de la Tassaout
Ihre Gedichte und Gesänge wurden vom französischen Lehrer René Euloge, der damals in Demnate tätig war und den lokalen Berberdialekt erlernt hatte, bei Treffen auf dem Souk von Azilal zwischen 1930 und 1940 gesammelt. Die französische Übersetzung ihrer Texte veröffentlichte er erstmals 1956 in Marrakesch, Editions de la Tigherm, unter dem Titel Les Chants de la Tassaout. Der Sammler weist in seiner Einleitung darauf hin, dass die Texte rhythmisch waren. Mririda sang sie, indem sie die Endsilben der Verse verlängerte. 
In der Nachkriegszeit hatte René Euloge bereits mehrere Werke mit Kurzgeschichten und Erzählungen verfasst. Erneut brachte er seine Notizen in Form und übersetzte sie für eine erneute Veröffentlichung 1963 in Marrakesch beim Tighermt-Verlag. Ein Achtungserfolg zeichnete sich ab. Die dritte Ausgabe von 1986, die um 30 unveröffentlichte Gedichte ergänzt wurde, trägt ein Vorwort von Léopold Sédar Senghor. Mehrere ihrer Gedichte wurden ins Englische übersetzt und in Poems for the Millennium, Volume Four, The University of California Book of North African Literature veröffentlicht.
Die handschriftlichen Notizen von René Euloge, die eine Ausgabe in Taschelhit hätten ermöglichen können, wurden versehentlich vernichtet.

## Rezeption
Mit ihren Gedichten und Gesängen auf öffentlichen Märkten fiel Mririda auf und erweckte die Aufmerksamkeit vieler Männer. Einerseits wurde sie von ihrer Herkunftsfamilie und ihrer Dorfgemeinschaft verstoßen und – bis heute – verleugnet. Andererseits blieben ihre Verse in Erinnerung, wurden mündlich verbreitet und spätestens mit der erneuten Veröffentlichung des Buches Les Chants de la Tassaout im Jahre 1986 von einer breiten Öffentlichkeit wahrgenommen. Ihre Lebensgeschichte wurde sowohl im Spielfilm Femme écrite (2012) des marokkanischen Filmemachers Lahcen Zinoun als auch im Dokumentarfilm Tasanū, Tayrinū (2017) des marokkanichen Regisseurs Kamal Hachkar verarbeitet. In der wissenschaftlichen Literatur ist sie Gegenstand feministischer Forschung. In Marokko ist sie eine der Symbolfiguren für die Auflehnung von Frauen gegen patriarchale Strukturen.

## Publikationen
- Les Chants de la tassaout. Übersetzt aus dem Taschelhit durch René Euloge. Casablanca 1959/1986 (online).